# Aguada de Cima
A Freguesia de Aguada de Cima é uma freguesia portuguesa do Município de Águeda com 28,39 km² de área e 3893 habitantes (censo de 2021), tendo, por isso, uma densidade populacional de 137,1 hab./km².
A sede da freguesia e a sua principal povoação, Aguada de Cima, foi, em 1997, elevada a vila pela lei n.º 50/97 de 12 de julho.

## Localização
Localizada na parte sul do município, a freguesia de Aguada de Cima tem por vizinhos as freguesias da Borralha, a norte, Belazaima do Chão, a nordeste, Aguada de Baixo e Barrô, a oeste, e Recardães, a noroeste, e, a sul, as freguesias de Avelãs de Cima e Sangalhos do Município de Anadia.

## História
É centenária a sua história, aparecendo já mencionada “Aqualata” no ano de 132 A.C. e na época Lusitana e Visigótica.
Aparece mencionada numa doação ao Mosteiro do Lorvão, no ano de 961, com o nome da sua padroeira, S.ª Eulália.
Foi vila romana. Foi doada ao Mosteiro da Vacariça, cujos monges foram quem desbravaram as suas terras. No ano de 1064, por presúria, foi doada a D. Sesnando, da Igreja de Milreu, de Coimbra, em 1113. Passou para a Coroa em 1128. Em 1132, D. Afonso Henriques couta esta vila à Sé de Coimbra. Passou depois para a Universidade de Coimbra, tendo foro especial de justiça.
D. Manuel I concedeu-lhe foral em 23 de agosto de 1514. Foi sede de Capitania-Mor. Pertenceu, durante o liberalismo, aos Duques de Lafões. Foi julgado de Paz. Teve pelourinho, forca e tribunal. Em 12 de julho de 1997 foi elevada a vila. Em 12 de julho de 2007 foi inaugurada uma réplica do pelourinho.

## Demografia
A população registada nos censos foi:
| Distribuição da População por Grupos Etários | Distribuição da População por Grupos Etários | Distribuição da População por Grupos Etários | Distribuição da População por Grupos Etários | Distribuição da População por Grupos Etários |
| -------------------------------------------- | -------------------------------------------- | -------------------------------------------- | -------------------------------------------- | -------------------------------------------- |
| Ano                                          | 0-14 Anos                                    | 15-24 Anos                                   | 25-64 Anos                                   | > 65 Anos                                    |
| 2001                                         | 636                                          | 629                                          | 2141                                         | 546                                          |
| 2011                                         | 614                                          | 421                                          | 2293                                         | 685                                          |
| 2021                                         | 497                                          | 405                                          | 2067                                         | 924                                          |

## Lugares
- Aguadalte
- Almas da Areosa
- Bustelo
- Cabeço Grande
- Cabeço da Igreja
- Cabeço de Lama
- Cadaval
- Canavai
- Carvalhitos
- Corsa
- Engenho
- Forcada
- Formigueiro
- Forno
- Garrido
- Ínsua
- Miragaia
- Monte Verde
- Outeiro
- Povoa de Baixo
- Povoa de S. Domingos
- Povoa do Teso
- Povoa de Vale Trigo
- S. Martinho
- Seixo
- Teso
- Vale Grande
- Vale do Lobo
- Vila

## Património
- Pelourinho de Aguada de Cima (fragmentos)

O Foral Manuelino data de 1514. Existem fragmentos do pelourinho original, que estão depositados no Museu Santa Joana em Aveiro e demonstra que este tinha o emblema universitário. Em 2007 foi construída uma réplica deste mesmo pelourinho que está implantada numa praceta criada para o efeito no centro cívico da freguesia.
- Marcos e Malhões

As terras de Aguada de Cima estão demarcadas desde, pelo menos 1520, por marcos (em pedra) e malhões (montes de terra), que ainda hoje são mantidos.
- Igreja Matriz

Reconstrução de 1711, data gravada, dá o ano médio da reconstrução. Escultura de mérito é a imagem da Virgem e do Menino de calcário e de oficina coimbrã da primeira metade de século XV. Do meado do mesmo século é a imagem de Sta. Luzia.
Colunas em talha torcidas e de parras, ao meio pilastras misuladas com crianças atlantes. Excepcional é o púlpito, tratado em calcário ançanense, do século XVIII. Sofreu última reconstrução em 2005, que lhe conferiu conforto e arquitectura moderna, mantendo as suas peças de maior valor.
- Capela das Almas da Areosa

Constitui um ex-libris turístico e religioso. A capela das Almas da Areosa, no sítio da Areosa, levanta-se a cerca de um quilómetro para sudoeste do núcleo da freguesia, rodeada de velhas árvores e em cujo terreiro se faz feira mensal. As paredes são espessas para suportarem a abobada, as cantarias no grés regional de tonalidade branca. O corpo octogonal é acrescido de capela-mor rectangular. Cobre o octógono de oito panos, separados nos ângulos por cintas que se erguem das pilastras inferiores. Tanto o retábulo principal como os dois laterais pertencem à segunda metade de século XVIII.